# Audra McDonald
Audra Ann McDonald, född 3 juli 1970 i Berlin, Tyskland, är en amerikansk skådespelare och sångerska. Hon har haft roller i såväl TV-serier och filmer som musikaler och dramapjäser på teaterscen.
McDonald har vunnit sex Tony Awards, vilket är fler än någon annan gjort. Hon är även ensam om att ha vunnit Tonys i alla fyra skådespelarkategorierna. Hon vann den första 1994, när hon var 24 år, i musikalen "Carousel". Den sjätte vann hon 2014 för att ha porträtterat Billie Holiday i uppsättningen av "Lady Day at Emerson's Bar & Grill".
Hon spelade karaktären Liz Lawrence i säsong 4 av The Good Wife, en roll som hon spelade igen i spinoff-serien The Good Fight. På TV är McDonald bland annat känd för att ha spelat rollen som Naomi Bennett i Private Practice.
Audra McDonald är utbildad vid Juilliard School.

## Privatliv
Mellan 2000 och 2009 var hon gift med Peter Donovan och tillsammans fick de en dotter. Sedan 2012 är hon gift med skådespelaren Will Swenson och tillsammans har den en dotter.